# CB Ademar León
CB Ademar León (pełna nazwa:Club Balonmano Ademar León) – męski klub piłki ręcznej z Hiszpanii, powstał w 1956 roku w Leónie. Klub występuje w hiszpańskiej Liga ASOBAL. Od sezonu 2008/2009 występuje pod nazwą Reale CB Ademar León.

## Sukcesy
- Mistrzostwo Hiszpanii:  2001
- Wicemistrzostwo Hiszpanii:  1997, 1999
- Puchar Króla:  2002
- Puchar Ligi ASOBAL:  1999
- Superpuchar Hiszpanii:  2002, 2003
- Puchar EHF:  1999

## Zawodnicy

### Kadra na sezon 2011/12
- Rafael Baena
- Venio Losert
- Dalibor Cutura
- Denis Kriwoszlijkow
- Martin Straňovský